# 永琪美容美发
永琪美容美发是中華人民共和國上海市一家美髮企業，1999年由江苏高邮人王勇創辦。截至2010年門店已達500家，並有永琪美容美发学校。其在上海的競爭對手是文峰美容美髮。

## 外部連結
- 官方网站